# Karen Peliçari
Karen Aline Peliçari, ou apenas Karen (Americana, 27 de setembro de 1989) é uma futebolista brasileira que atua principalmente no ataque, mas também já jogou como meia-atacante. Atualmente joga pelo Minas Brasília, do Distrito Federal

## Carreira de clubes
Nascida em Americana, São Paulo, Karen se juntou ao Santos, depois de uma passagem pelo AJA, para a temporada de 2009. Em janeiro de 2012, depois que a seção de futebol feminino do clube foi fechada, ela foi chamada pelo Centro Olímpico.
Durante a passagem de 2009 a 2011 pelo Santos, Karen se consagrou como uma das maiores artilheiras do clube, fazendo parte da Geração de Ouro do time, quando conquistaram a Libertadores, o Campeonato Paulista e a Copa do Brasil.
Posteriormente, Karen representou o Vitória das Tabocas, São Caetano e XV de Piracicaba antes de retornar ao Santos em 2015, quando o time feminino foi reestabelecido. Ela saiu em 2019 para se juntar ao Audax, e também jogou pelo Athletico Paranaense em 2020 antes de retornar ao Santos pela terceira vez em janeiro de 2021.
Em 17 de dezembro de 2021, Karen deixou o Santos depois de seu contrato não ser renovado. Em janeiro de 2022, foi anunciado que a atleta integraria o elenco do Cruzeiro pela temporada.
Em 2023, Karen passou a fazer parte do elenco do clube Minas Brasília, ajudando o time a se classificar pela quinta vez consecutiva à final do Campeonato Brasiliense.

## Carreira internacional
Em 2008, Karen representou a Seleção Brasileira de Futebol Feminino Sub-20 na Copa do Mundo Sub-20 de 2008, no Chile. Atuando como substituta, a atleta participou de apenas dois jogos.
Em 19 de junho de 2013, ela fez sua apresentação internacional na seleção principal, atuando como substitura de Giovânia num amistoso contra a Suécia, que empatou em 1 a 1.

## Títulos

### Santos
- Copa Libertadores da América: 2009, 2010
- Copa do Brasil: 2009
- Campeonato Brasileiro: 2017
- Campeonato Paulista: 2011, 2018